# Hard Ni Sasete
Hard Ni Sasete (japoneză ハードにさせて), cunoscut și ca Make Me Hard, este cel de-al treilea album de studio al cântăreții și producătoarei japoneze Tujiko Noriko, lansat în 2002 cu ajutorul casei de discuri Mego.

## Lista pieselor
Toate piesele scrise de către Tujiko Noriko. 
| 1. | „Shore Angel”  | 5:59  |
| 2. | „Give Face”    | 7:13  |
| 3. | „Fly”          | 7:39  |
| 4. | „Call My Name” | 6:30  |
| 5. | „Empty”        | 5:25  |
| 6. | „Penguin”      | 8:02  |
| 7. | „7”            | 6:13  |
| 8. | „Bikini”       | 3:03  |
| 9. | „Sea”          | 10:56 |

Remixul cântecului „Fly” întitulat „Fly2” se poate găsi la albumul colaborativ al lui Tujiko Noriko și Aoki Takamasa, 28.